# اضطرابات أيض الكالسيوم
تحدث اضطرابات أيض الكالسيوم " Disorders of calcium metabolism " عندما يحتوى الجسم على كمية ضئيلة جداً أو كمية كبيرة من الكالسيوم .
حيث ينظم مستوى الكالسيوم في الجسم ضمن حدود تضمن جودة وظائف الأعضاء.
في علم وظائف الأعضاء الصحي يكمن الحفاظ على مستويات الكالسيوم خارج الخلية في نطاق ضيق عن طريق هرمون الغدة الدرقية، وفيتامين د ومستقبلات استشعار الكالسيوم .
اضطرابات أيض الكالسيوم يمكن أن يؤدي إلى نقص كلس الدم، وانخفاض مستويات البلازما من الكالسيوم أو فرط كالسيوم الدم، أي ارتفاع مستويات الكالسيوم في البلازما.

## نقص كلس الدم
نقص كلس الدم مرض شائع ويمكن أن يحدث دون أن يلاحظ معه أي أعراض، لكن في الحالات الشديدة يمكن أن يكون له أعراض بينة مهددة للحياة.
نقص كلس الدم يمكن أن يكون ذا صلة بالغدة الدرقية أو فيتامين د. ويشمل نقص كلس الدم المرتبط بالغدة جار الدرقية حالات ما بعد جراحة إزالة الغدة جار الدرقية، قصور جارات الدرقية الموروثة، قصور الدرقية الكاذب، وشبه قصور الدرقية الكاذب
قصور جارات الدرقية ما بعد العمليات الجراحية هو الشكل الأكثر شيوعا، ويمكن أن تكون مؤقتة (نتيجة لقمع الأنسجة بعد إزالة الغدة المعطوبة)، أو دائمة إذا تمت إزالة جميع الأنسجة الدرقية. قصور جارات الدرقية الموروث أمر نادر الحدوث ويرجع ذلك إلى طفرة في مستقبلات استشعار الكالسيوم. نقص كالسيوم الدم الكاذب يورث غالبا من الأم ويتصف بنقص كلس الدم وفرط مستوى الفوسفات . كما يورث شبه قصور الدريقية الكاذب أبويا.
المرضى لديهم هرمون الغدة الدرقية يعمل طبيعيا على الكلى، ولكن تظهر تغير عمل هرمون الغدة الدرقية في العظام.
قد يترافق نقص كلس الدم بنقص فيتامين (د) في النظام الغذائي، وعدم التعرض للأشعة فوق البنفسجية بصورة كافية، أو اضطرابات في وظائف الكلى. انخفاض فيتامين د في الجسم يمكن أن يؤدي إلى نقص امتصاص الكالسيوم (نقص كلس الدم وفرط ثانوي في إفراز هرمون الغدة الدرقية). وتشمل أعراض نقص كلس الدم خدر في أصابع اليدين والقدمين، وتشنجات العضلات، والتهيج، وتدهور القدرات العقلية وضعف وارتعاش العضلات.

## فرط كالسيوم الدم
ويشتبه حدوث فرط كالسيوم الدم في حوالي 1 في 500 من البالغين في العام. ومثل نقص كلس الدم، فإن فرط كالسيوم الدم يمكن أن يكون مع عدم وجود أعراض، أو أنه قد تكون شديد مع أعراض تهدد الحياة. يحدث فرط كالسيوم الدم الأكثر شيوعا فرط هرمون الجار درقية أو الأورام، والأقل شيوعا عن طريق تسمم فيتامين د، فرط كالسيوم الدم العائلي وندرته في البول والساركويد.
يحدث فرط الكالسيوم الأكثر شيوعا في النساء بعد سن اليأس. يمكن أن يكون سبب فرط من قبل ورم خارج الغدة، أو ورم في الغدة الدرقية أو زيادة مستويات هرمون الغدة الدرقية ثانويا بسبب نقص كلس الدم.
ما يقرب من 10% من الذين يعانون من السرطان لديهم فرط كالسيوم الدم . يحدث فرط كلس الدم الأكثر شيوعا في سرطان الثدي، وسرطان الغدد الليمفاوية وسرطان البروستاتا وسرطان الغدة الدرقية وسرطان الرئة والنخاع الشوكي، وسرطان القولون. قد يكون تسبب بها إفراز الغدة الدرقية الببتيد المرتبط بالهرمونات من الورم (الذي له نفس العمل كما هرمون الغدة الدرقية)، أو قد يكون نتيجة لغزو مباشر من العظام، مما تسبب في إطلاق الكالسيوم. وتشمل أعراض فرط كالسيوم الدم فقدان الشهية، والغثيان، والتقيؤ، والإمساك، وآلام في البطن، والخمول، والاكتئاب، والارتباك، فرط البول، عطش وآلام معممة في الجسم .

## الكالسيوم في البلازما
كمية الكالسيوم النشطة بيولوجيا يختلف مع مستوى الزلال في الدم، وهو بروتين الذي يرتبط بالكالسيوم، وبالتالي مستويات الكالسيوم المتأين تقاس عن طريق ذلك البروتين لأنه ذو نفس المستوى. ومع ذلك، يمكن للمرء أن تصحيح الكالسيوم الكلي إذا كان من المعروف على مستوى الزلال.
والكالسيوم المتأين العادي هو 1,12-1,45 مليمول / لتر (4,54-5,61 ملغ / دل).
ومجموع الكالسيوم الطبيعي هو 2,2-2,6 مليمول / لتر (9 حتي 10,5 ملغم / دل).
مجموع الكالسيوم أقل من 8.0 ملغ / ديسيلتر هو نقص كلس الدم، مع مستويات أقل من 1.59 مليمول / لتر (6 ملغ / دل) قاتلة عموما.
مجموع الكالسيوم أكثر من 10.6 ملغ / ديسيلتر هو فرط كالسيوم الدم، مع مستويات أكثر من 3.753 مليمول / لتر (15.12 ملغم / ديسيلتر) قاتلة عموما.